# Enoch Hoag
Enoch Hoag (1856-?) fou cap dels caddos del 1913 al 1920, i era fill del cap Iesh (Jose Maria). Havia succeït al cap Whitebread (cap general caddo 1903-1912) el 1891 i fou cap de la seva banda fins al 1936. Va donar suport el caddo-lenape John Wilson en l'expansió de la Native American Church entre el seu poble.